# Тамаши
Та́маши (венг. Tamási) — город в центре Венгрии, в медье Тольна. Население — 9 626 жителей. Тамаши расположен на пересечении шоссе Сексард — Шиофок и Дунауйварош — Печ, примерно в 40 километрах к северо-западу от столицы медье — Сексарда и на таком же расстоянии к юго-востоку от побережья Балатона.
Город находится рядом с центральной точкой ныне несуществующей Австро-Венгрии.

## Население
| Год  | Численность | Численность |
| ---- | ----------- | ----------- |
| 2013 | 8345        | [ 3 ]       |
| 2014 | 8209        | [ 4 ]       |
| 2018 | 7986        | [ 5 ]       |
| 2021 | 7804        | [ 6 ]       |
| 2022 | 7637        | [ 7 ]       |
| 2023 | 7591        | [ 8 ]       |
| 2024 | 7486        | [ 2 ]       |

## Города-побратимы
- Волгодонск, Россия
- Вурцен, Германия
- Изернхаген, Германия (1 сентября 2011)
- Монтиньи-ан-Гоэль, Франция (2010)[9]
- /  /  Пийтерфолво, Украина / Австрийская империя / Австро-Венгрия
- Сухы-Ляс[вд], Польша
- Штольберг, Германия